# Інвалідовна

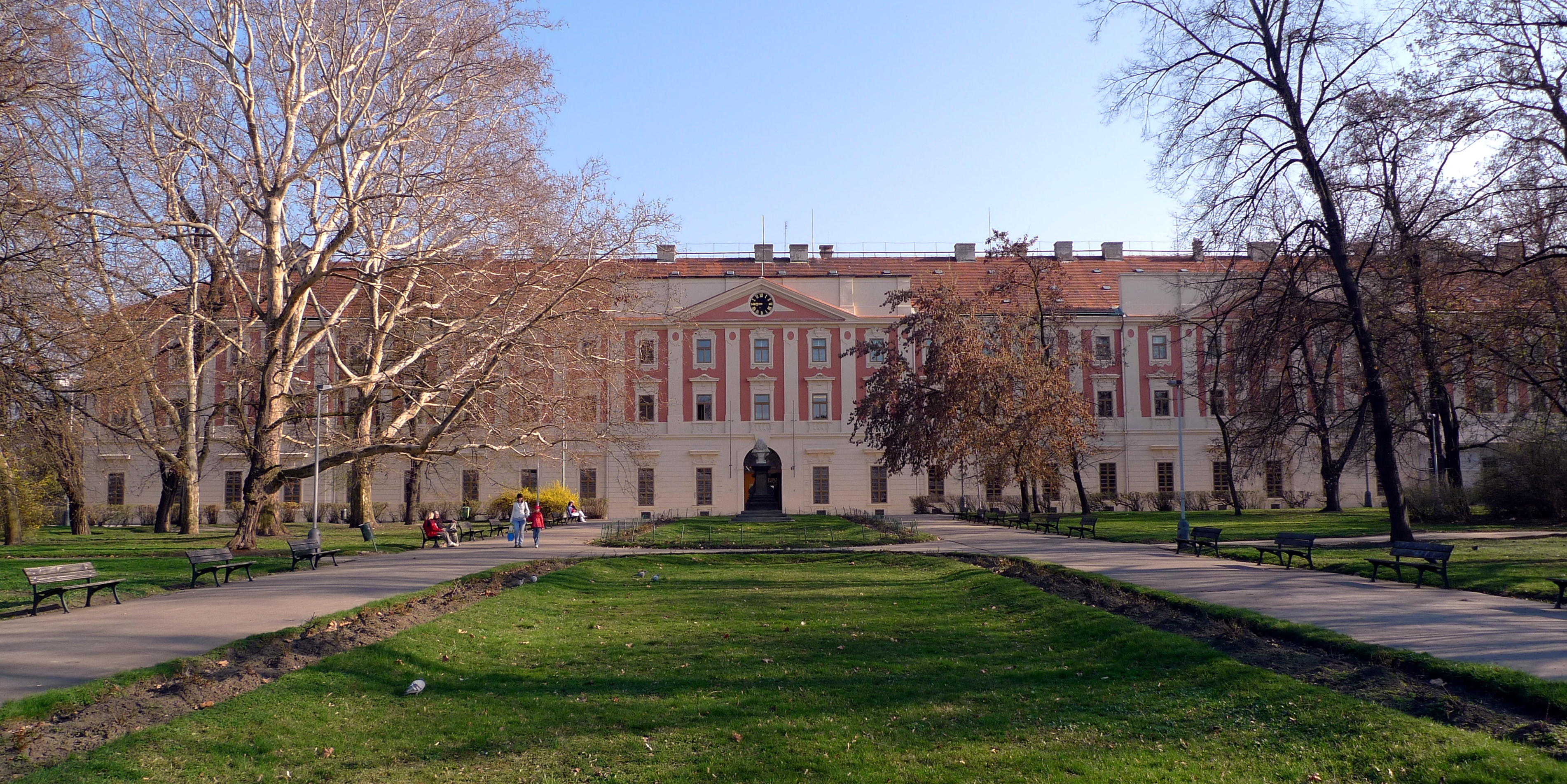
Інвалідовна, 2010 р.

Інвалідовна (чеськ. Invalidovna) — назва величного кам'яного комплексу споруд доби бароко, що слугувало притулком для ветеранів війни в місті Прага.

## Історія
Ініціатива створення гуртожитку для ветеранів війни надійшла від імператора Австрії Карла VI. Дещо раніше ця ідея була реалізована в Парижі. Проєкт та будівництво реалізував надвірний архітектор Кіліан Ігнац Дінценгофер. Консультації надав віденський архітектор Йозеф Емануель Фішер фон Ерлах (1793—1742), син архітектора Йогана Бернгарда Фішера фон Ерлаха.
За проєктом — це була велична кам'яна споруда з декількома внутрішніми дворами. Гуртожиток для ветеранів війни був розрахований на перебування 4000 осіб з фізичними ушкодженнями та їх родин. Будівництво тривало у 1731—1737 рр. і було припинено у 1740 р. по смерті Карла VI. Встигли вибудувати лише дев'яту частину первісного проєкту. Недобудована споруда змогла надати притулок лише 2000 осіб.
Споруда часів розвиненого чеського бароко не була перебудована, хоча зазнала і часи занепаду, мала різне використання. Після 1920 р. була ремонтована за проєктом Йосипа Вейріха та Віктора Бенеша, і тоді ж споруда отримала електрику. Приміщення використовувалось як військовий архів. У 2002 р. будівля постраждала від чергової повені.

## Образ в мистецтві
Велична пам'ятка архітектури бароко неодноразово використана як натура при створенні кінострічок. Саме її використав кінорежисер Мілош Форман при створенні фільму «Амадей».

## Галерея

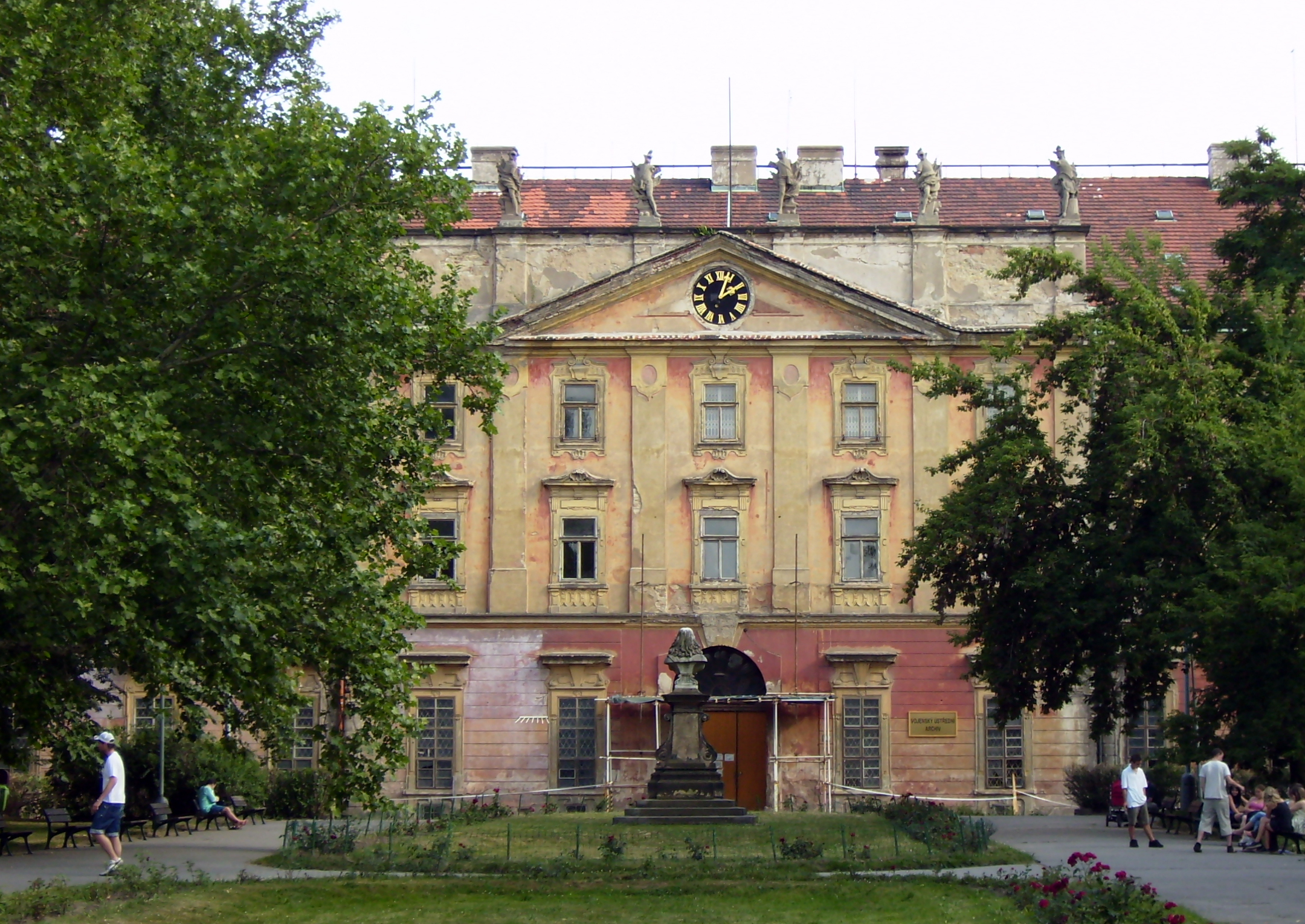
Фасад на вулицю Соколовську
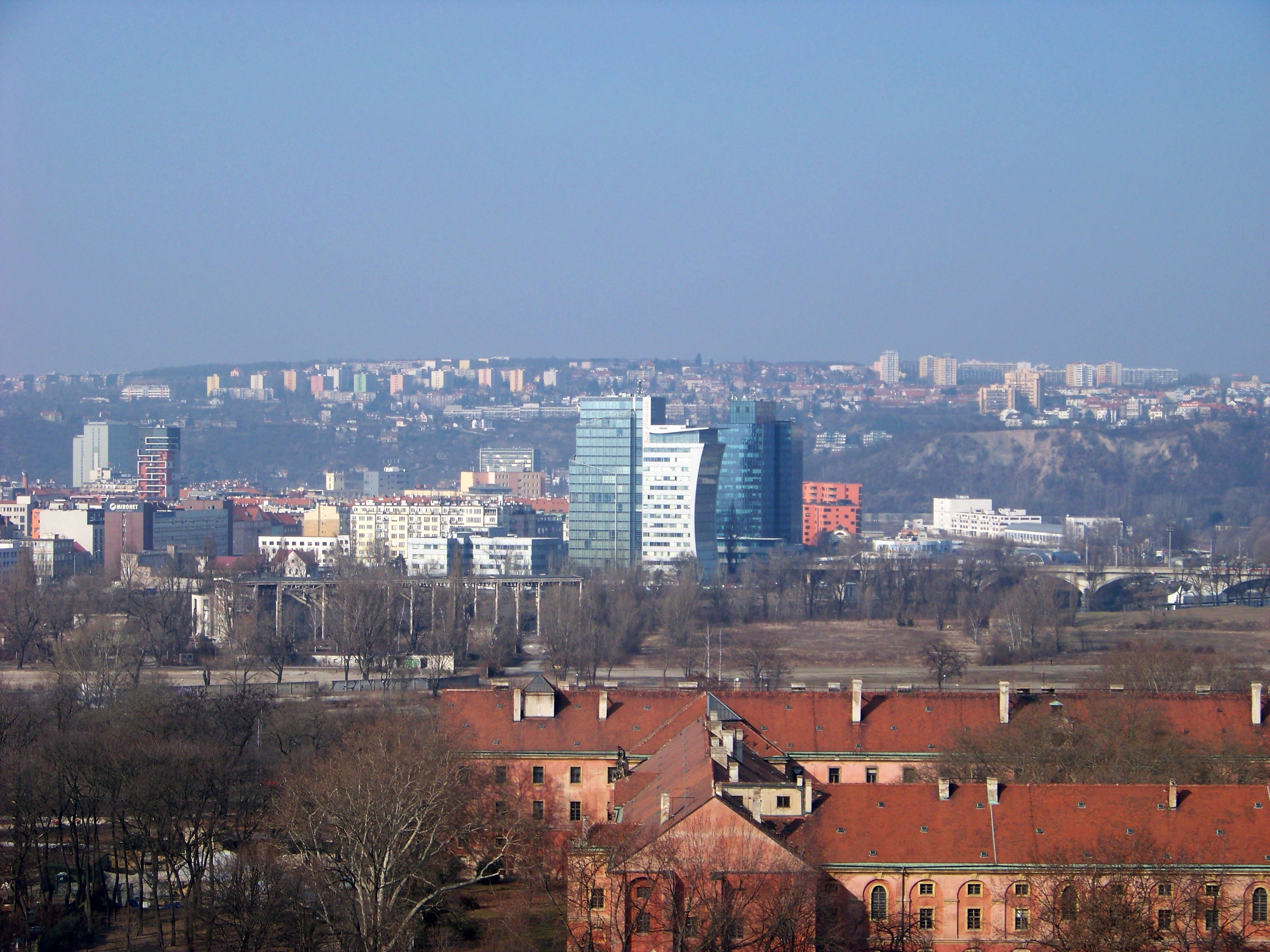
Прага, Карлін, Інвалідовна
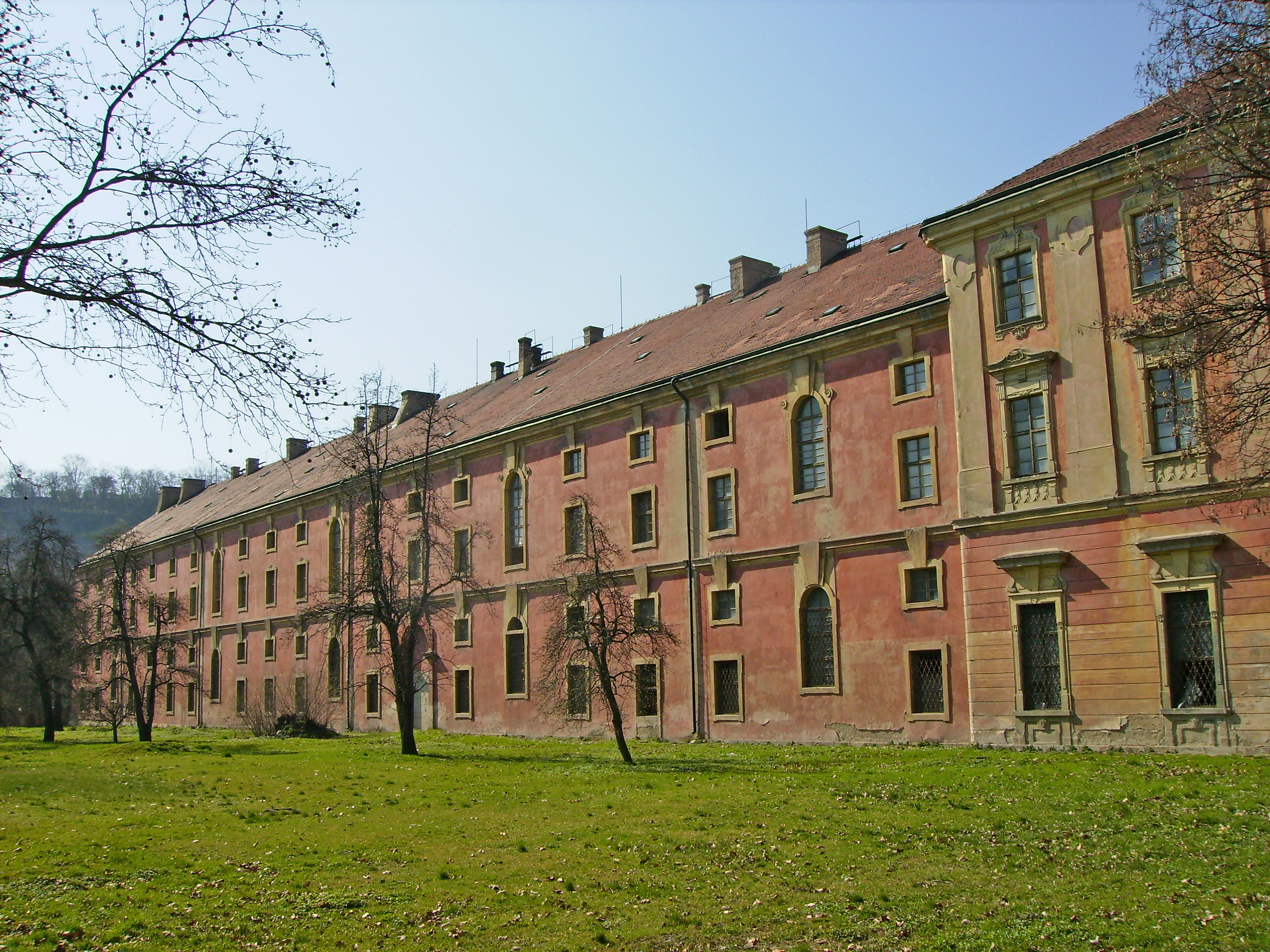
Східний фасад комплексу
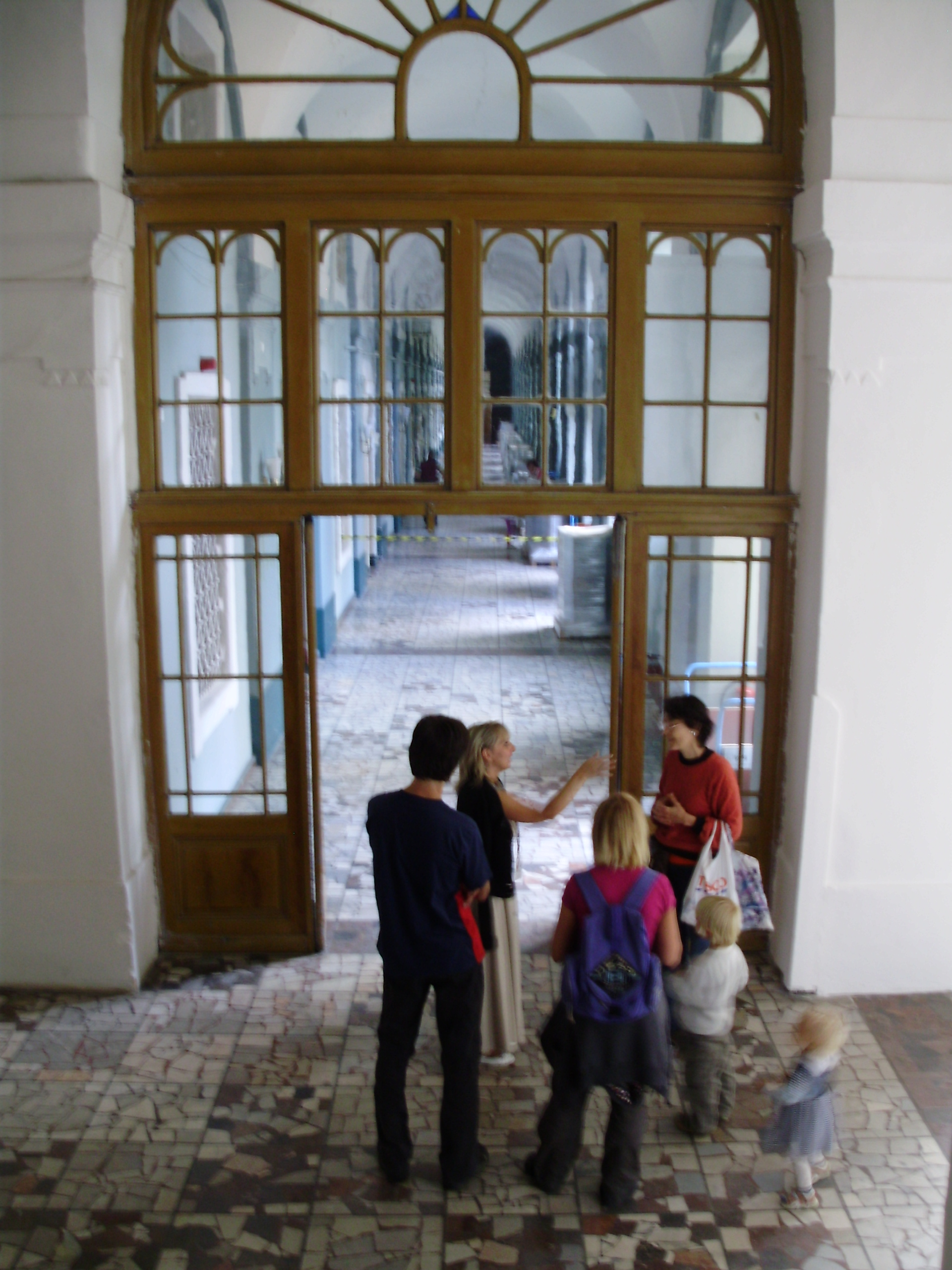
Галерея
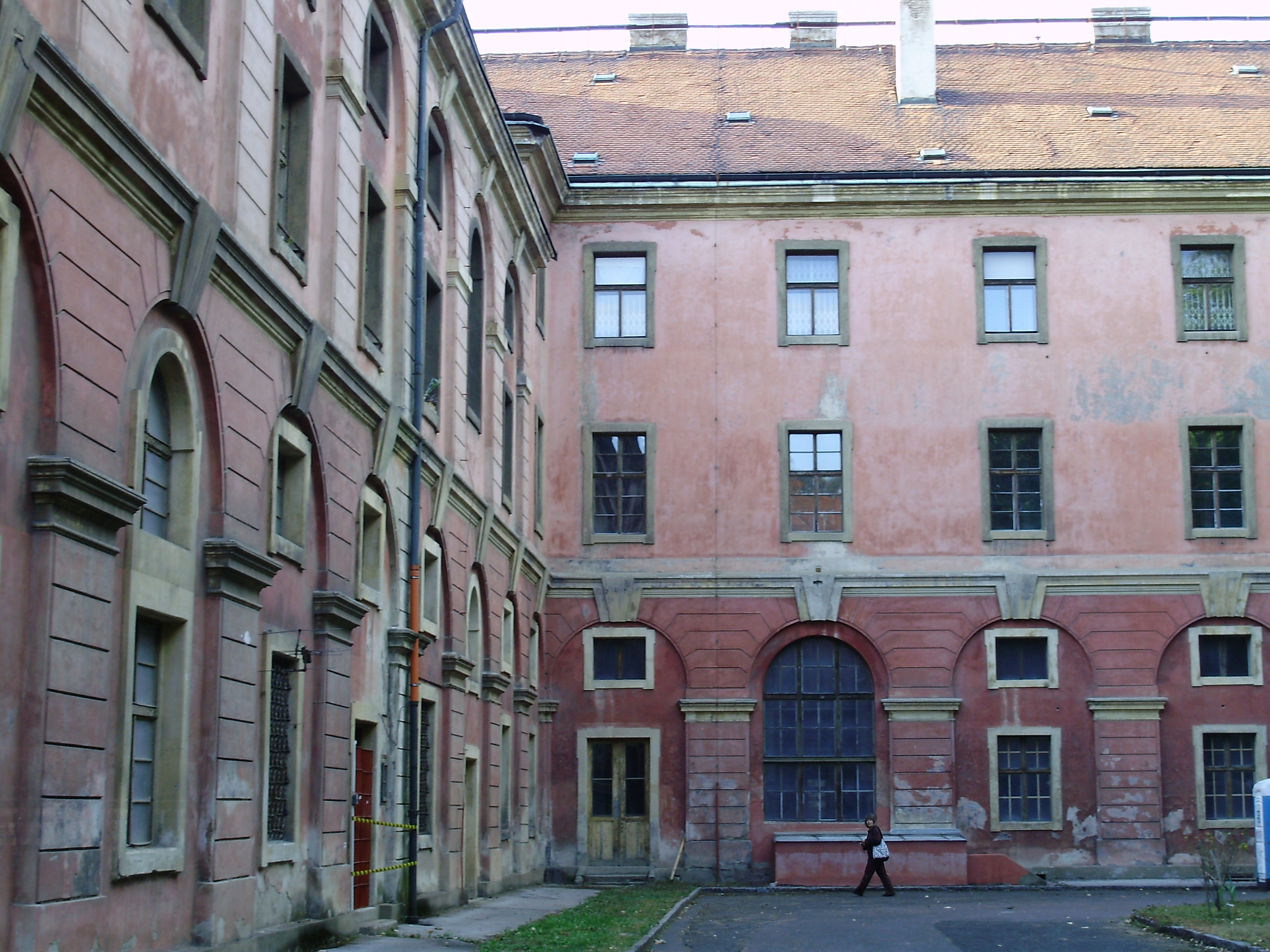
Внутрішній двір
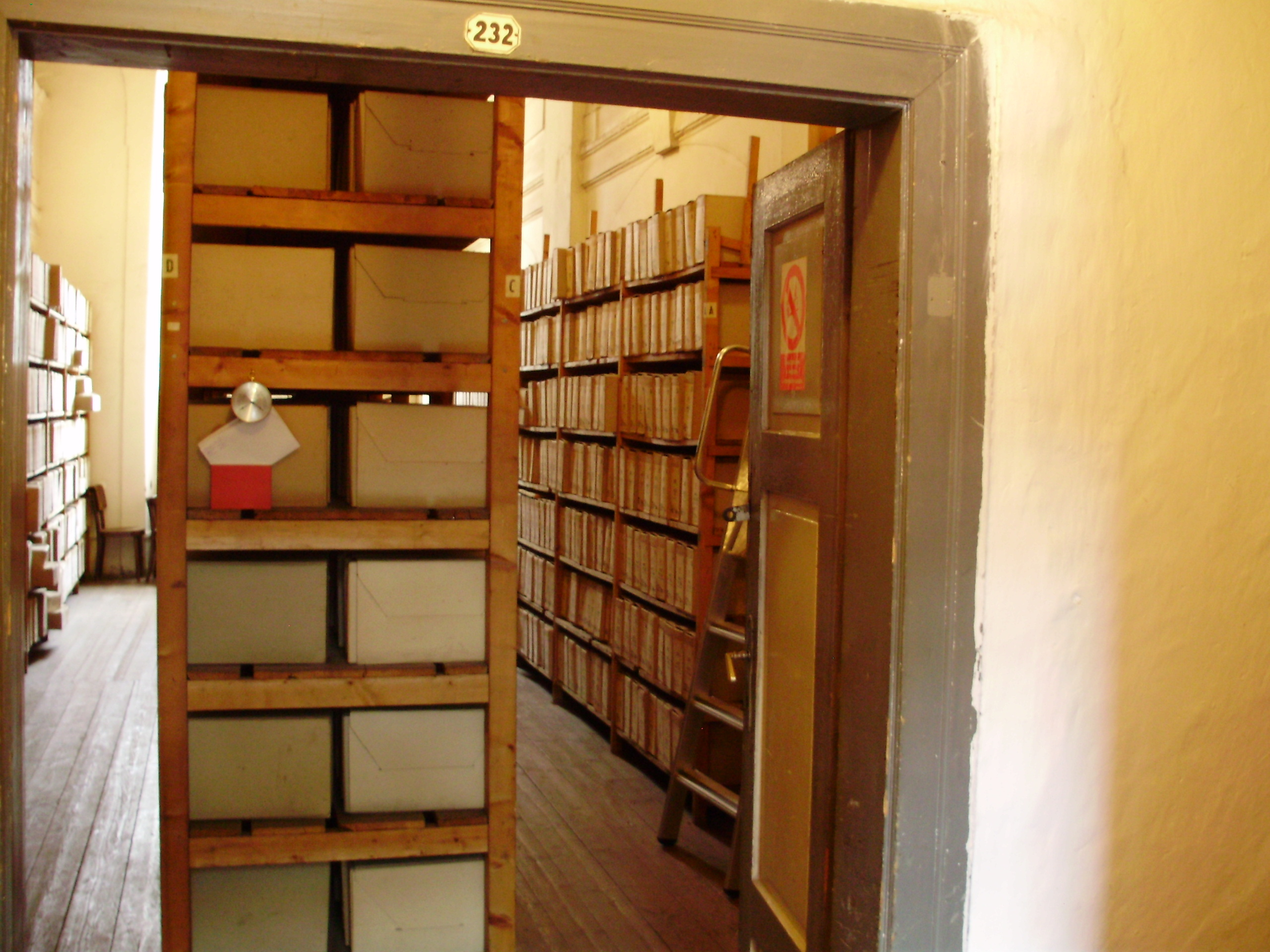
Архів
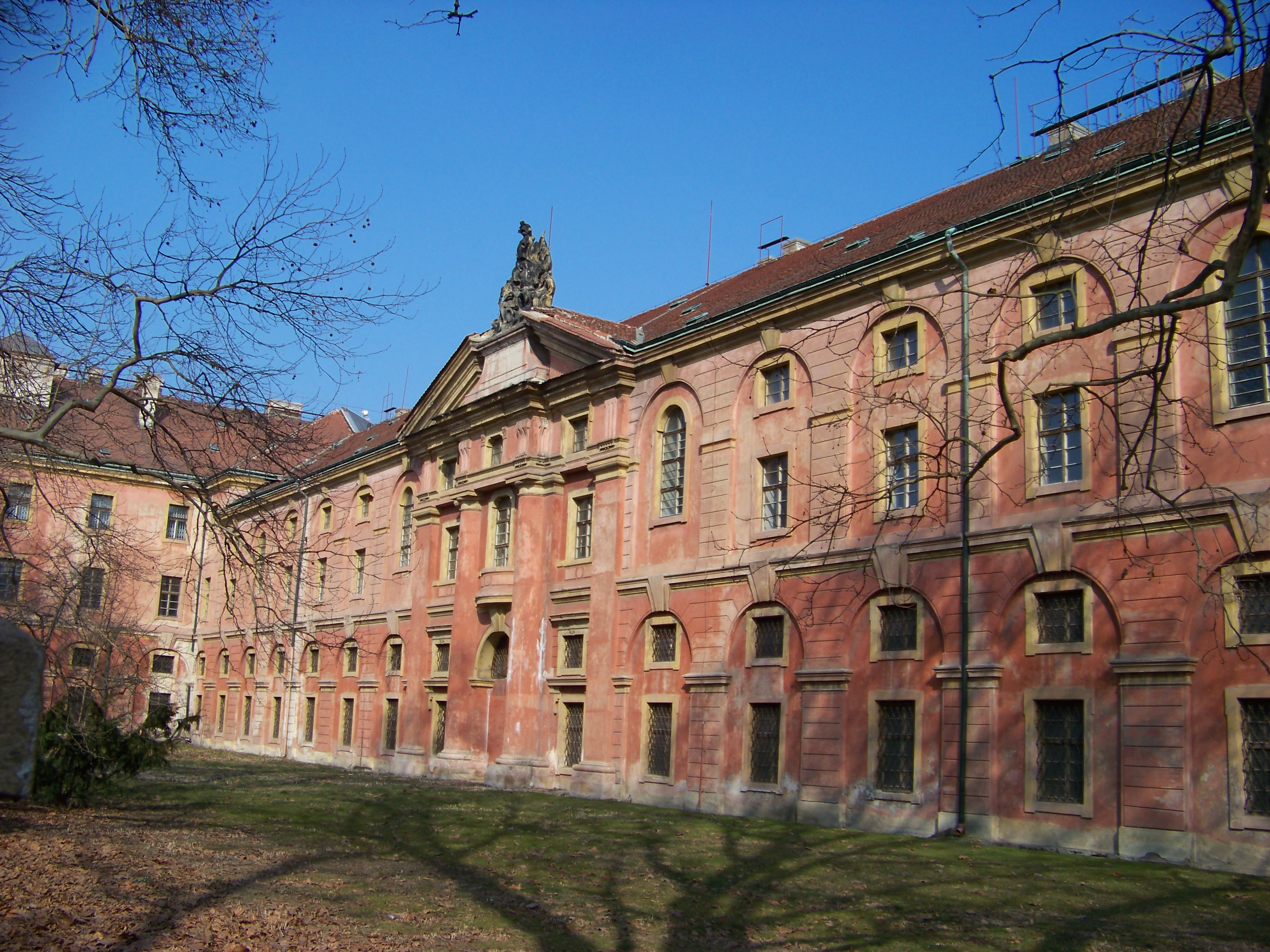
Західний корпус
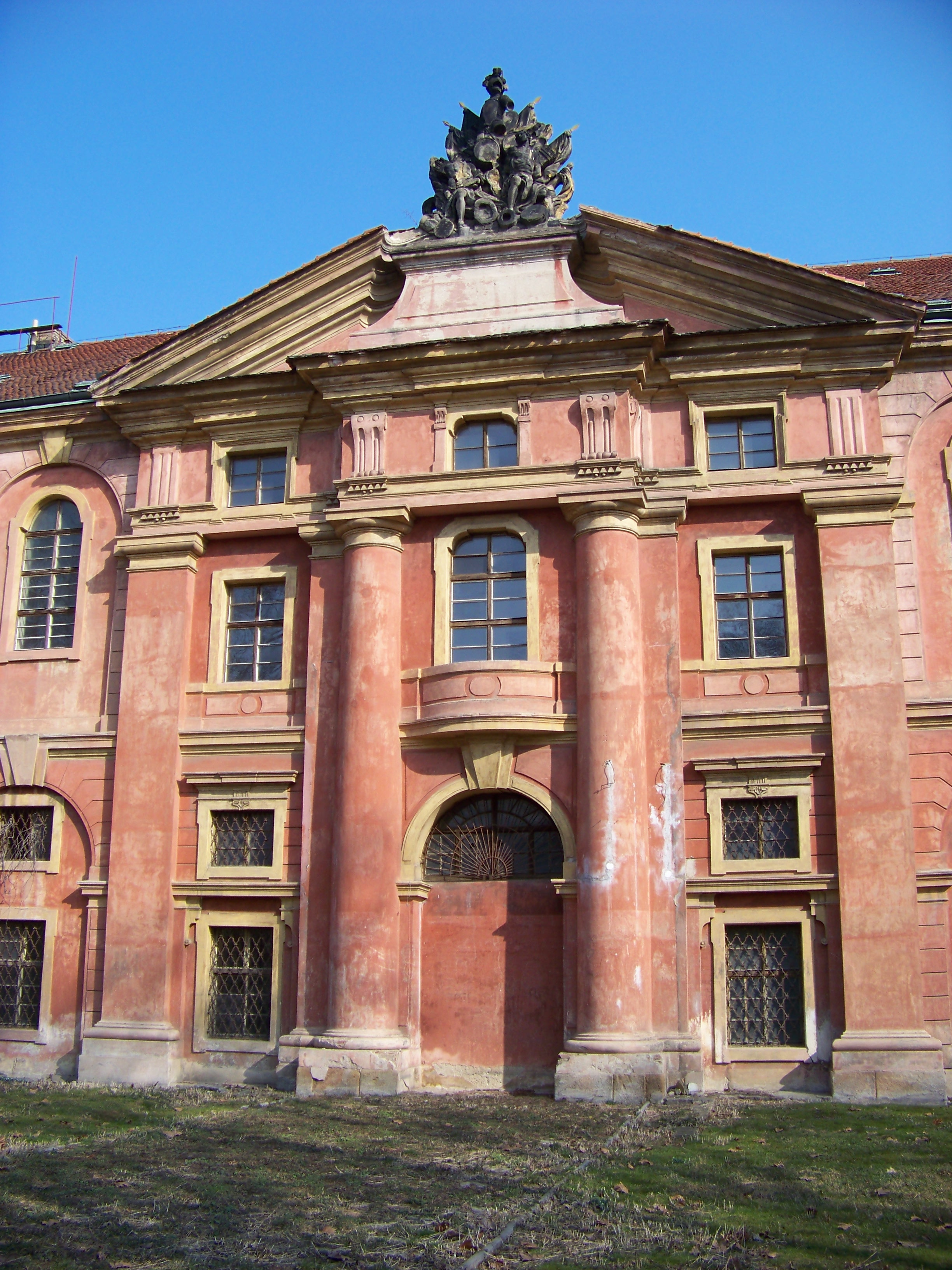
Західний портал